# ژیروونیتسه
ژیروونیتسه (به چکی: Žirovnice) یک منطقهٔ مسکونی و شهرستان دارای شهرک سابقاً روستا در جمهوری چک است که در شهرستان پلهرژیموف واقع شده‌است. ژیروونیتسه ۴۴٬۴ کیلومتر مربع مساحت و ۲٬۹۵۴ نفر جمعیت دارد و ۵۶۵ متر بالاتر از سطح دریا واقع شده‌است.

## خواهرخوانده
شهر Grosshöchstetten خواهرخواندهٔ ژیروونیتسه هست.